# Salzkopfturm
Der Salzkopfturm ist ein 24 Meter hoher Aussichtsturm auf dem Salzkopf (627 m Höhe) im Binger Wald, einem Teil des Hunsrücks bei Bingen am Rhein in Rheinland-Pfalz (Deutschland).

## Lage
Der Salzkopfturm steht auf dem Salzkopf im Binger Wald, dem  mit 627,6 m ü. NHN Höhe nach dem benachbarten Kandrich zweithöchsten Berg dieses Waldgebietes, das zum Soonwald im Hunsrück zählt. Der zur Gemarkung der Ortsgemeinde Weiler bei Bingen im Landkreis Mainz-Bingen gehörende Salzkopfgipfel etwa 4 km nordnordöstlich von Daxweiler ist über verschiedene Wanderwege zu erreichen, so auf dem Europäischen Fernwanderweg E8 von Westen her über das an der Kreisstraße K 29  gelegene Forsthaus Lauschhütte.

## Beschreibung
Schon 1899 errichteten die Kasteler Pioniere dort einen Beobachtungsturm, der 1922 erneuert wurde. Beide Türme hielten den Witterungsbedingungen jeweils nur wenige Jahre stand.
Der jetzige Turm wurde zwischen 1973 und 1975 für 60.000 DM aus heimischem Holz errichtet und am 1. Mai 1975 eingeweiht. Wegen beachtlicher Fraßschäden durch Rossameisen an tragenden Pfeilern, musste der Salzkopfturm 1997 gesperrt werden. Auf Initiative des Binger CDU-Fraktionschefs Franz Roos konnte der Salzkopfturm in den Folgejahren saniert, erhalten und wiedereröffnet werden. Nach seinem Tod im Jahre 2006 wurde der Turm vom Binger Stadtrat in Salzkopfturm Franz Roos umbenannt. In den Jahren 2008 und 2009 fanden aufgrund statischer Probleme weitere Sanierungsmaßnahmen statt.
Der Salzkopfturm war bis zum Frühjahr 2022 frei zugänglich und verfügt über eine offene, 19,4 m hoch gelegene Aussichtsplattform, zu der insgesamt 93 Stufen einer Holztreppe führen. Die überdachte Plattform ist an den Ecken mit Stahlseilen zum Boden verspannt und mit einer Orientierungstafel versehen.
An klaren Tagen umfasst der Rundumblick Eifel, Westerwald, Großen Feldberg, Odenwald, Pfälzer Wald, und Donnersberg, sowie weite Teile von Hunsrück, Hintertaunus und Rheinhessen. Auch der Tiefblick zum Rhein ist möglich.
Im März 2022 musste der Turm gesperrt werden, weil die Holzkonstruktion durch Witterungseinflüsse stark sanierungsbedürftig geworden war, in einem Wettbewerb soll ermittelt werden, wie ein Neubau aussehen könnte.

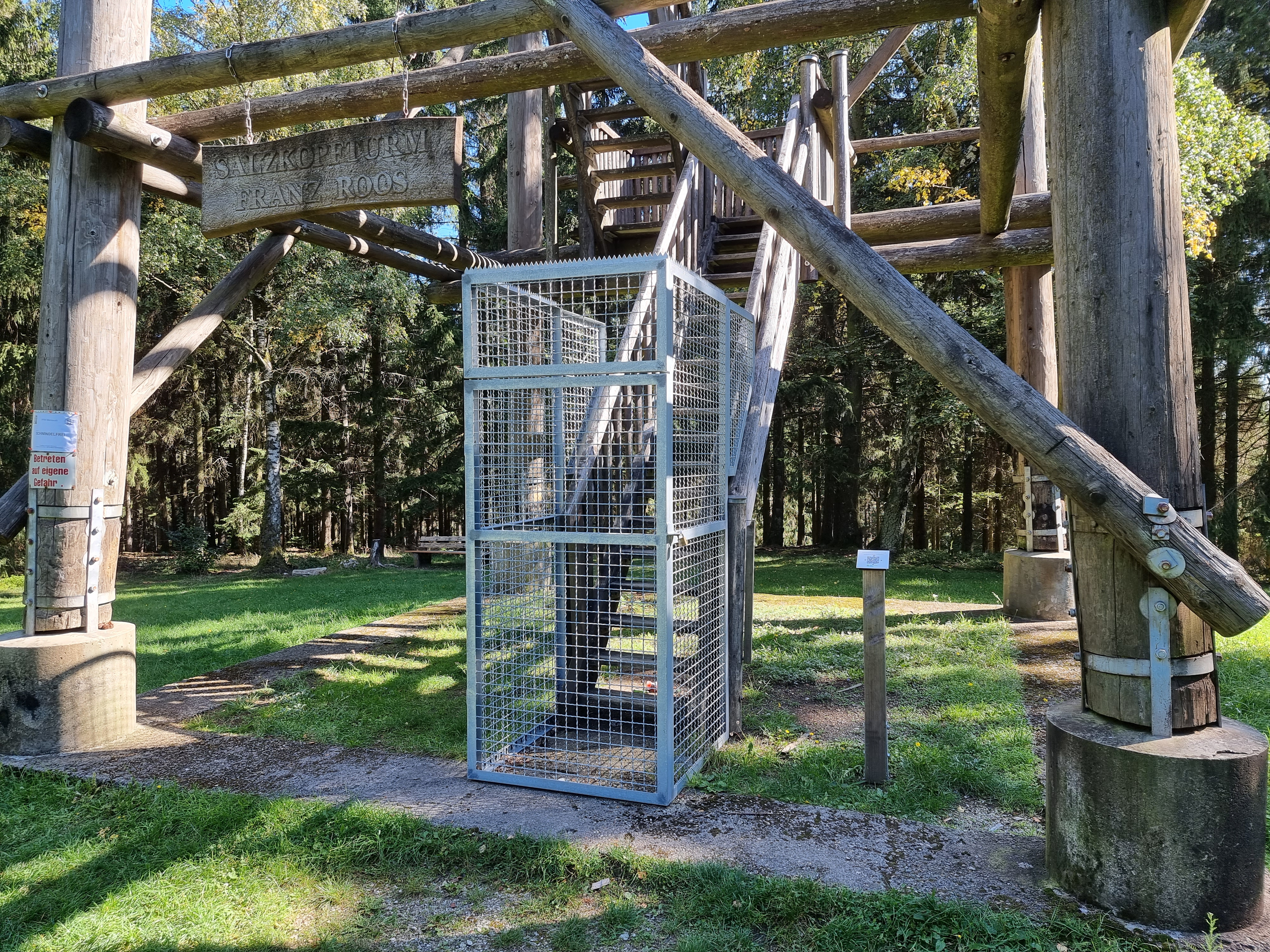
Der gesperrte Zugang zum Turm des Salzkopfes (2023)
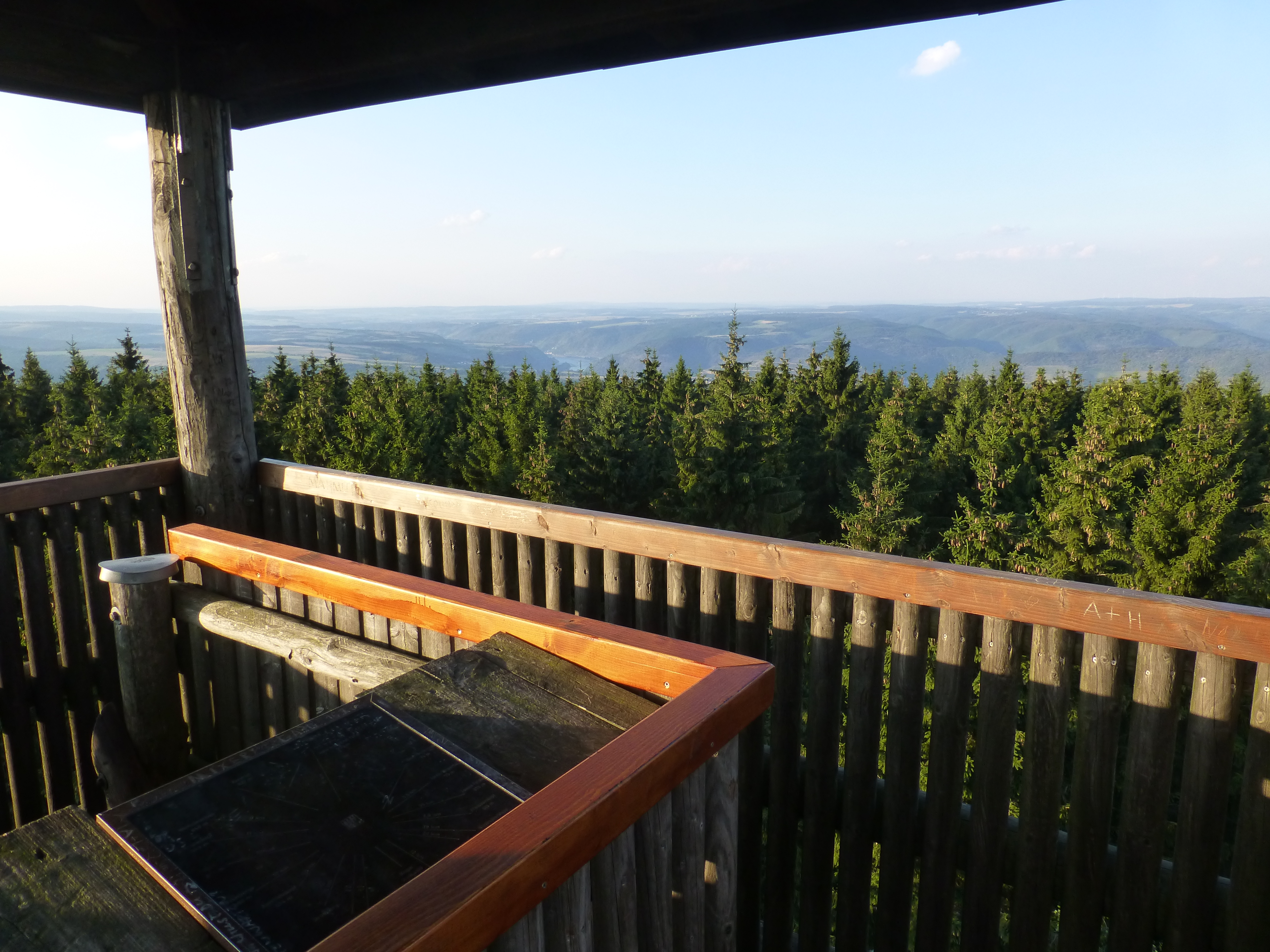
Blick nach Norden zum Mittelrhein zwischen Hunsrück und Taunus, im Hintergrund der Westerwald (2015)
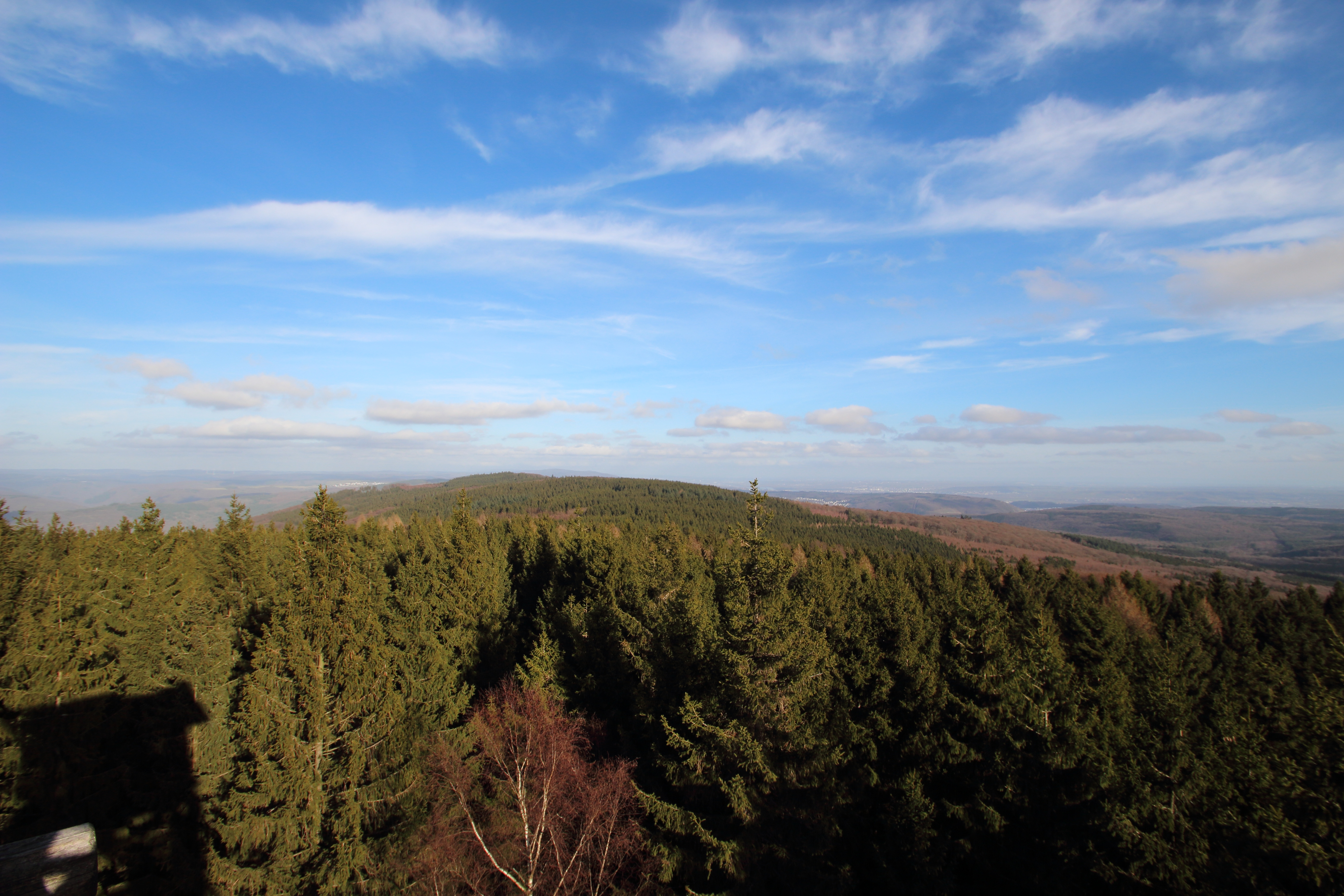
Blick nach Osten zum Franzosenkopf, im Hintergrund der Hochtaunus (2020)
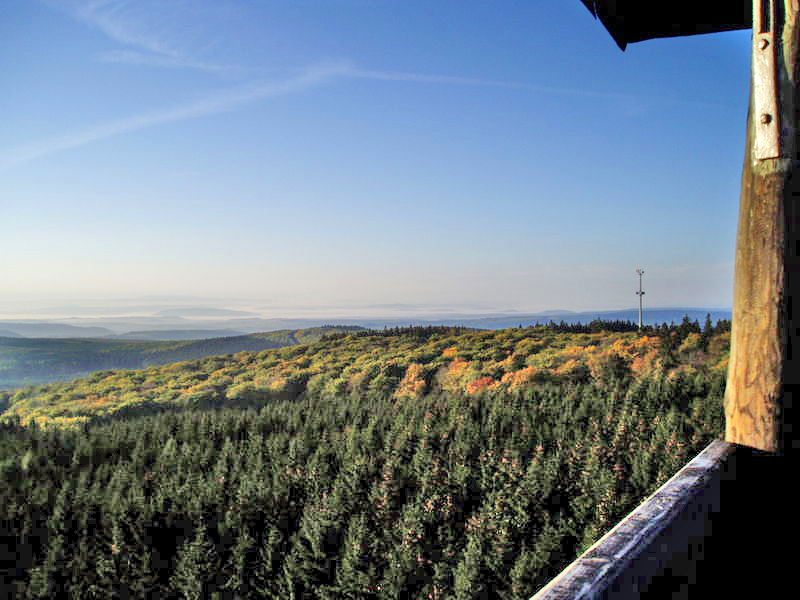
Blick nach Süden über den Binger Wald (2006)
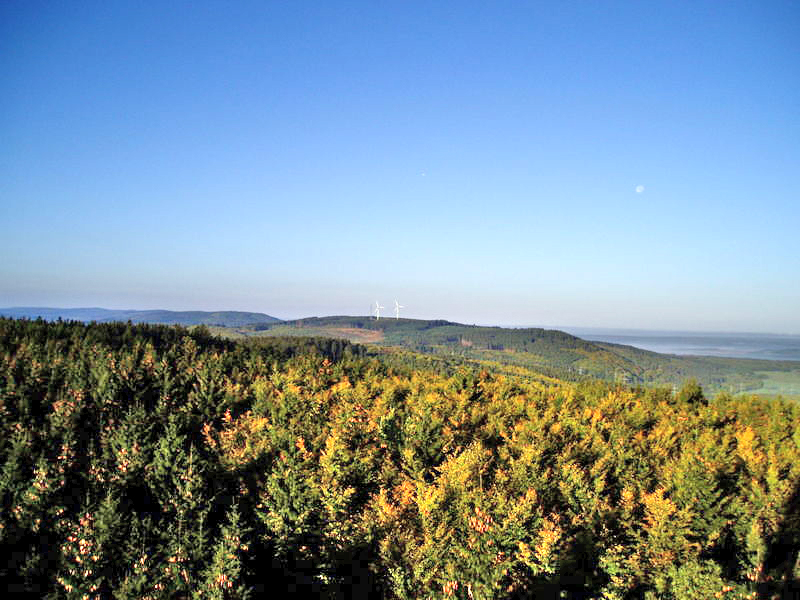
Blick nach Westen zum Kandrich (2006)